# Как создавался Робинзон
«Как создавался Робинзон» — советский короткометражный художественный фильм-фельетон, поставленный на киностудии «Мосфильм» в 1961 году режиссёром Эльдаром Рязановым по мотивам одноимённого фельетона Ильи Ильфа и Евгения Петрова. Эта новелла открывает собой киноальманах «Совершенно серьёзно».

## Сюжет
Редактор журнала «Приключенческое дело» ждёт не дождётся «настоящего, приключенческого и вполне художественного произведения», поскольку находящиеся в редакционном портфеле рукописи «Семь дней внутри акулы», «В объятиях анаконды» и «Летающие сервизы» оказались не «способны приковать внимание молодёжного читателя». Он заказывает писателю Молдаванцеву роман о советском Робинзоне Крузо.
Роман написан, но редактор умудряется сделать радикальную редактуру — например, он рекомендует Молдаванцеву из острова сделать полуостров («так оно спокойнее») и добавить в роман представителей месткома и «широкие слои трудящихся», а затем и полностью переписать роман, наделив его следующим сюжетом: «…там происходит ряд занимательных, свежих, интереснейших приключений. Ведется профработа. Иногда недостаточно ведется. Активистка вскрывает ряд неполадок, ну хоть бы в области собирания членских взносов. Ей помогают широкие слои. И раскаявшийся председатель. А под конец мы дадим общее собрание». Самого же Робинзона («ничем не оправданная фигура нытика») редактор предложил и вовсе удалить из повествования.
По окончании сюжета Сергей Филиппов показывает его «самый лучший кусок» (фрагмент, в котором демонстрировались собственно «приключения советского Робинзона»), якобы вырезанный по требованию режиссёра, поскольку он «нарушает стройность композиции».

## Отличия от фельетона
- В ряде реплик редактора слово «советский» было заменено на «современный», «лавочная комиссия» — на «комиссию по распределению жилплощади», а слово «румынский» в реплике писателя Молдаванцева было заменено на «турецкий».

## В ролях
- Анатолий Папанов — редактор журнала «Приключенческое дело»
- Сергей Филиппов — писатель Молдаванцев / Робинзон Крузо
- Зиновий Гердт — закадровый текст от автора

## Съёмочная группа
- Сценарий и постановка — Эльдара Рязанова
- Оператор — Леонид Крайненков
- Художник — Александр Кузнецов
- Костюмы М. Жуковой
- Композитор — Анатолий Лепин
- Звукооператор — Вячеслав Лещев
- Директор картины — Г. Меерович
- Экспериментальная мастерская комедийного фильма. Альманах № 1.
- Художественный руководитель Иван Пырьев

## Факты
- В таблице «Продвижение рукописей и гонораров», висящей над редакторским столом, значатся фамилии популярных писателей-юмористов того времени («Ласкин», «Ленч», «Слободской», «Дыховичный», «Поляков», «Зискинд», «Алёнин»).